# 필리프 바르크프레데
필리프 바르크프레데(독일어: Philipp Bargfrede, 1989년 3월 3일 ~ )는 독일의 축구 선수이다. 현재 소속팀은 SV 베르더 브레멘 II이며, 주로 수비형 미드필더, 중앙 미드필더 포지션에서 활약하며, 가끔 윙어 포지션도 소화한다. 그의 아버지는 독일의 축구선수인 한스 위르겐 바르크프레데이다.

## 클럽 경력
헤슬링겐 부근의 작은 마을인 제펜에서 태어난 바르크프레데는 어린 나이부터 그의 고향 팀인 TuS 헤슬링겐의 유소년팀에서 활약했고, 2004년 베르더 브레멘의 유소년팀에 입단한다. 이후 2008년부터 베르더브레멘 II에서 활약하였으며, 2008-09 시즌 막바지에 당시 감독이었던 토마스 샤프의 부름으로 베르더 브레멘 1군 팀으로 승격하고, 2009년 8월 8일 아인트라흐트 프랑크푸르트와의 경기에서 분데스리가 데뷔 경기를 치른다.
이후 2009-10 시즌 베르더 브레멘의 DFB-포칼 준우승의 멤버로 활약했고, 분데스리가, UEFA컵, UEFA 챔피언스리그 등에서 꾸준히 출장하며 주전 선수로서의 입지를 굳혔다. 그러나 잦은 부상으로 베르더 브레멘 팬들의 걱정을 사고 있다.

## 국가대표 경력
독일 U-21 멤버로 발탁되어, 2009년 터키와의 로바노프스키컵에서 국가대표 데뷔 경기를 치렀다.